# Zamacra marmoraria
Zamacra marmoraria là một loài bướm đêm trong họ Geometridae.